# Троицкая церковь (Ухтостров)
Троицкая церковь — несохранившийся каменный храм, располагавшийся на Ухтострове посреди Северной Двины. Уникальное сочетание богатейшего декоративного убора с монументальностью соборной композиции ставило его в один ряд с лучшими образцами русской архитектуры XVII века.

## Описание
Троицкая церковь была пятиглавым, трёхапсидным, четырёхстолпным сооружением с иконостасом у восточной пары опор. Длина четверика без апсид — 21 м, ширина — 22 м. К особенностям объёмной композиции церкви относился существовавший первоначально, а впоследствии разобранный невысокий притвор во всю длину западного фасада и небольшой северный придел, освящённый во имя Алексия, человека Божия. По объёмной композиции Троицкий храм почти повторял свою предшественницу — церковь Бориса и Глеба в Нижних Матигорах. Своды храма были выполнены по образцу Троицкого собора Антониево-Сийского монастыря XVI века. Ухтостровская Троицкая церковь отличалась богатой декоративной системой на порталах, наличниках, карнизах, барабанах и закомарах.

## История

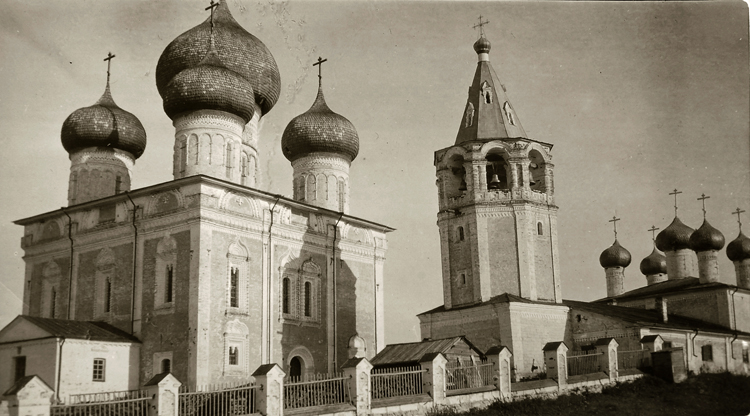
Троицкая церковь (слева). Справа колокольня и Варваринская церковь.

Возведение ряда каменных соборов в нижнем Подвинье началось после приезда архиепископа Афанасия (Любимова) в новосозданную Холмогорскую епархию в 1682 году. К ним относился Спасо-Преображенский собор в Холмогорах, Вознесенская церковь в Верхних Матигорах, собор Михаило-Архангельского монастыря в Архангельске и другие. Основной целью развернувшегося строительства являлось придание бревенчатым малонаселённым Холмогорам облика, достойного епархиальной столицы.
Благословенная грамота на строительство Троицкой церкви была подписана Афанасием в марте 1682 ещё до его прибытия в Холмогоры. Строили её, по всей видимости, «тщанием» прихожан Троицкого прихода. Рядом с Троицкой церковью возводилась меньшая по размеру тёплая Варваринская церковь, сохранившаяся в полуруинированном состоянии до наших дней, а также колокольня. Троицкая церковь была достроена и освящена Афанасием в 1690 году. В конце XVIII века была перестроена кровля, в результате чего была срезана часть закомар. Троицкая церковь была разобрана в 1930-х годах.